# Пихотенко, Ксения Михайловна
Оксана Михайловна Пихотенко (19 января 1913, Днепропетровская область — 5 декабря 1996, Нововасилевка, Днепропетровская область) — украинская советская деятельница, новатор сельскохозяйственного производства, свинарка колхоза имени Щорса Софиевского района Днепропетровской области. Депутат Верховного Совета УССР 5-го созыва. Герой Социалистического Труда (1958).

## Биография
Родилась в 1913 году на территории современной Днепропетровской области в крестьянской семье.
С начала 1930-х годов работала в колхозе Сталиндорфского района Днепропетровской области, была дояркой на ферме.
В 1941 году эвакуировала колхозный скот за реку Днепр. В 1941—1943 годах проживала на оккупированной немецкими войсками территории.
С 1943 года — колхозница полеводческой бригады колхоза Сталинского района Днепропетровской области. Выбиралась председателем сельского потребительского общества. Некоторое время работала председателем исполнительного комитета Новоподельского (Базавлучанского) сельского совета Сталинского района Днепропетровской области.
С начала 1950-х годов — свинарка колхоза имени Сталина (потом — имени Щорса, имени ХХІІ съезда КПСС) Софиевского района Днепропетровской области. Сумела достичь увеличения приплода с 3 до 27 поросят на каждую свиноматку.
С 1961 года — заведующая свинофермы колхоза имени ХХІІ съезда КПСС Софиевского района Днепропетровской области. Потом — на пенсии.
Жила в селе Нововасилевка Софиевского района Днепропетровской области. Умерла 5 декабря 1996 года.

## Награды
- медаль «Серп и Молот» (26.02.1958);
- орден Ленина (26.02.1958);
- медали.